# Hội đồng Nobel Hóa học

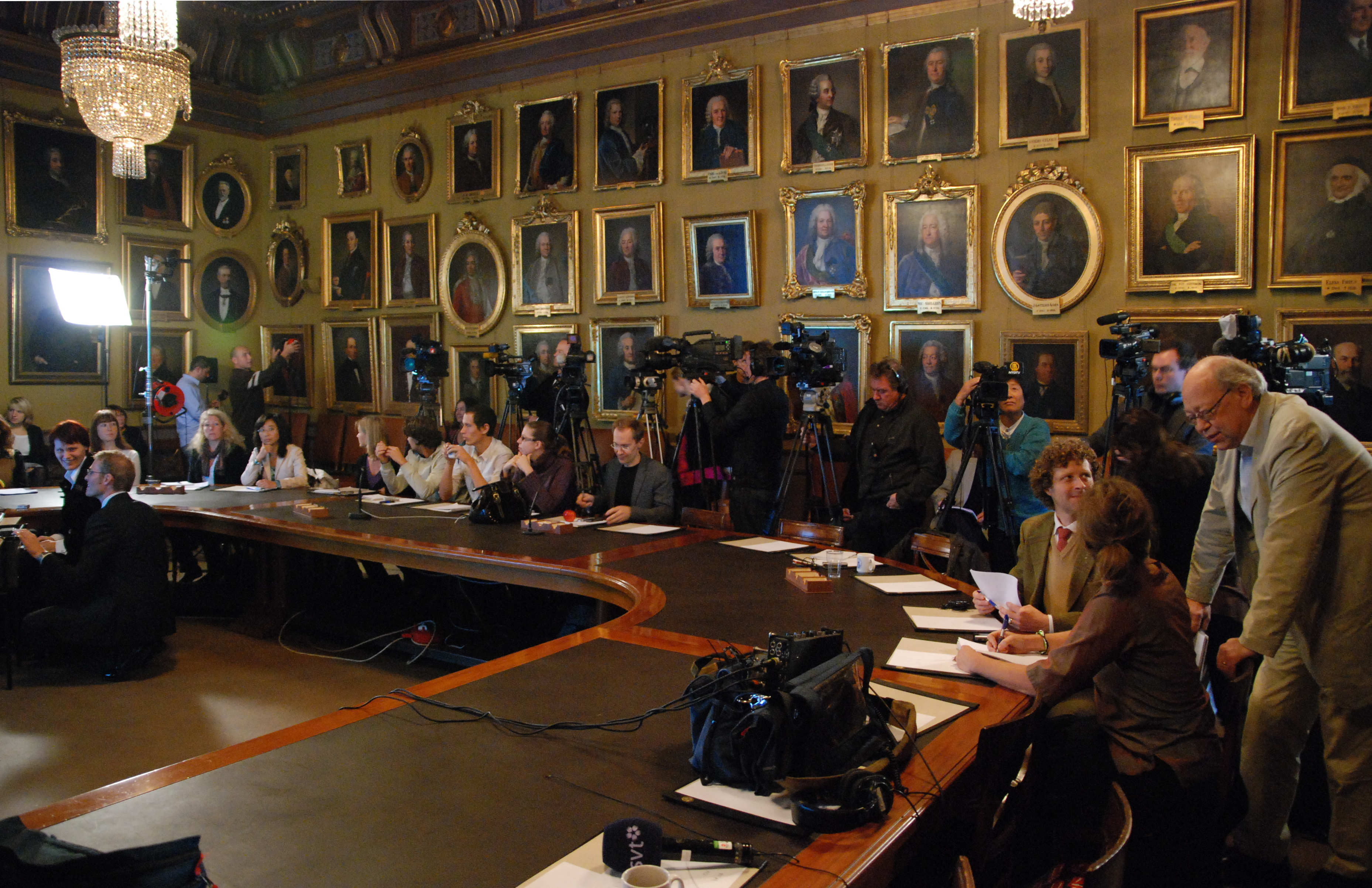
Công bố Giải Nobel Hóa học năm 2008.

Hội đồng Nobel Hóa học là một Hội đồng Nobel chịu trách nhiệm đề xuất cá nhân, tập thể cho Giải Nobel Hóa học. Hội đồng Nobel Hóa học được bổ nhiệm bởi Viện Hàn lâm Khoa học Hoàng gia Thụy Điển. Thành viên hội đồng thường là các giáo sư của Viện, mặc dù về nguyên tắc Viện có thể bổ nhiệm bất kỳ ai vào hội đồng.
Hội đồng chỉ chịu trách nhiệm đề xuất và không có quyền ra quyết định cuối cùng về việc trao giải, quyền này thuộc về Viện Hàn lâm Khoa học Hoàng gia Thụy Điểm.

## Thành viên hội đồng
- Sara Snogerup Linse, chủ tịch
- Jan-Erling Bäckvall
- Peter Brzezinski
- Gunnar von Heine, thư ký
- Claes Gustafsson
- Sven Lidin
- Olof Ramström
- Johan Åqvist

## Thư ký
Thư ký được tham dự các cuộc họp, nhưng không có quyền bỏ phiếu trừ khi thư ký đó cũng là một thành viên của Hội đồng. Tính đến năm 1973, Hội đồng Nobel Vật lý và Hội đồng Nobel Hóa học có chung một thư ký. 
- Arne Westgren (1926–1943)
- Arne Ölander (1943–1965)
- Arne Magnéli (1966–1986)
- Peder Kierkegaard (1987–1995)
- Astrid Gräslund (1996–, là thành viên đến 2010–)

## Cựu thành viên
- Oskar Widman, 1900–1928
- Per Teodor Cleve, 1900–1905
- Otto Pettersson, 1900–1912
- Johan Peter Klason, 1900–1925
- Henrik Gustaf Söderbaum, 1900–1933
- Olof Hammarsten, 1905–1926
- Åke Gerhard Ekstrand, 1913–1924
- The Svedberg, 1925–1964
- Wilhelm Palmær, 1926–1942
- Ludvig Ramberg, 1927–1940
- Hans von Euler-Chelpin, 1929–1946
- Bror Holmberg, 1934–1953
- Arne Westgren, 1942–1964 (chủ tịch 1944-1964)
- Arne Fredga, 1944–1975 (chủ tịch 1972-1975)
- Arne Tiselius, 1947–1971 (chủ tịch 1965-1971)
- Karl Myrbäck, 1954–1975
- Gunnar Hägg, 1965–1976 (chủ tịch 1976)
- Arne Ölander, 1965–1974
- Einar Stenhagen, 1972–1973
- Bo G. Malmström, 1973–1988 (chủ tịch 1977-1988)
- Göran Bergson, 1974–1984
- Stig Claesson, 1975–1983
- Bengt Lindberg, 1976–?
- Lars Ernster, 1977–1988
- Sture Forsén, 1983–1995
- Ingvar Lindqvist, 1986–? (phụ tá 1985)
- Björn Roos, 1988–2000 (phụ tá 1986-1987)
- Salo Gronowitz, 1988–1996 (phụ tá 1986-1987, chủ tịch 1991-1996)
- Bertil Andersson, 1989–1997
- Carl-Ivar Brändén, 1990–2000
- Lennart Eberson, 1995–? (phụ tá -1994, chủ tịch 1997-)
- Ingmar Grenthe, 1999–? (phụ tá -1995)
- Torvard C. Laurent, 1996–1998 (phụ tá 1992-1995)
- Bengt Nordén, 1998–?
- Gunnar von Heijne, 2001-2009 (chủ tịch 2007-2009)
- Håkan Wennerström, 2001-2009